# Кінкі Кіллерс
Кінкі Кіллерс (англ. Polycarp) — американський трилер 2007 року.

## Сюжет
Місто охопила низка кривавих убивств. Жорстокий маніяк залишає своєрідний підпис — татуювання, на тілах жертв. Під час поліцейського розслідування з'ясовується, що всі жертви були пацієнтами психіатра Джилл Кессі. Детектив Баррі Харпер сумнівається: чи може красива жінка бути жорстокою вбивцею або вона чергова жертва?

## У ролях
- Майкл Паре — детектив Баррі Харпер
- Чарльз Дернінг — Александр Хетеуей
- Беверлі Лінн — доктор Джилл Кессі
- Кен Дель Веккіо — Боб Хетеуей
- Брук Льюїс — доктор Грейс Саріо
- Джуліанна Мішель — Серена Візерспун
- Брендон Слеглі — Дін Зіммер
- Келлі МакКарті — Торі Саймон
- Марк Хартманн — детектив Ніколас Фереллі
- Джастін Діс — Джек Кінард
- Мері О'Рурк — Моніка Фереллі
- Елісон Вітні — Джессі Коллінз
- Родні Лені — детектив Арт Маквотер
- Ерік Етебарі — Марті
- Пол Тейлор — Карл
- Брітні Ходжес — Хейллі Турман
- Мішель Дернінг — Міра
- Ентоні Фалько — Френсіс Вітон
- Керрі Фітцгіббонс — Луїза Монтео
- Джефф Куінлен — бармен
- Рей Мегліо — Кармайн Пугліс
- Дженніфер Наста — офіцер Джері Пінто
- Роб Мінотолі — детектив Стен Келлі
- Крісті Напурано — офіцер Антонія
- Кендіс Пелл — Вікі
- Барбара Маджио — Ширлі
- Джеймс Маджио — Райан
- Ленні Сафко — детектив Мейні
- Луїс Д'Агостіно — детектив Талса